# Републикански път III-204
Републикански път IIІ-204 е третокласен път, част от републиканската пътна мрежа на България, преминаващ по територията на области Разград и Търговище. Дължината му е 74,9 км.
Пътят се отклонява надясно при 64,8-и км на Републикански път I-2 североизточно от село Гецово. Заобикаля от запад град Разград и се насочва на югозапад през Разградските височини. Минава през село Благоево, преодолява Разградските височини, навлиза в Област Търговище и започва спускане към долината на река Малки Лом. Преминава през село Ломци, пресича река Черни Лом при село Кардам и достига до град Попово. Минава през източната и южната част на града и след село Медовина се насочва на юг. Преминава през селата Славяново и Долец, спуска се в дълбоката долина на Голяма река (от басейна на Янтра) и се изкачва по северните склонове на Антоновските височини. Преминава през селата Разделци и Добротица и североизточно от град Антоново се съединява с Републикански път I-4 при неговия 181,6-и км.
При 66,1-ви км наляво от него се отклонява Републикански път III-2042 (9,7 км) през селата Присойна и Любичево до 15,4 км на Републикански път III-409.
| Пътища, отклоняващи се надясно (населено място, № на пътя, посока на пътя)                  | Км   | Пътища, отклоняващи се наляво (посока на пътя, № на пътя, населено място) |
| ------------------------------------------------------------------------------------------- | ---- | ------------------------------------------------------------------------- |
| Община Разград, Област Разград, I-2, 64,8 км, с. Гецово →                                   | 0,0  | → с. Гецово, 64,8 км, I-2, Област Разград, Община Разград                 |
|                                                                                             | 2,4  | → общински път (за гр. Разград)                                           |
| (от 62 км на I-2) III-2004, 11,9 км →                                                       | 10,9 | → общински път (за с. Тръстика)                                           |
| с. Благоево                                                                                 | 15   | с. Благоево                                                               |
| Община Попово, Област Търговище                                                             | 19,8 | Област Търговище, Община Попово                                           |
|                                                                                             | 20,8 | → общински път (за с. Еленово)                                            |
| (за с. Помощица) общински път, с. Ломци ←                                                   | 21,7 | с. Ломци                                                                  |
|                                                                                             | 26   | → общински път (за с. Дриново)                                            |
| с. Кардам                                                                                   | 28,9 | с. Кардам                                                                 |
|                                                                                             | 33,6 | ← 1,6 км, III-513 (от 53,5 км на II-51)                                   |
| (от 16,6 км на I-2) III-202, 65,1 км, гр. Попово →                                          | 34,9 | гр. Попово                                                                |
| (от гр. Бяла) II-51, 49,5 км, гр. Попово →                                                  | 37,9 | → гр. Попово, 49,5 км, II-51 (до 95,5 км на I-2)                          |
| (за с. Посабина) общински път, с. Медовина ←                                                | 41,7 | с. Медовина                                                               |
| (за с. Посабина) общински път ←                                                             | 46,1 |                                                                           |
| (за с. Горица) общински път, с. Славяново ← (за с. Баба Тонка) общински път, с. Славяново ← | 47,1 | с. Славяново                                                              |
| (за с. Иванча) общински път ←                                                               | 51,1 |                                                                           |
| (за с. Берковски) общински път ←                                                            | 52,2 |                                                                           |
| с. Долец                                                                                    | 55,2 | с. Долец                                                                  |
| Община Антоново                                                                             | 59,2 | Община Антоново                                                           |
| с. Разделци                                                                                 | 62,3 | с. Разделци                                                               |
| с. Добротица                                                                                | 66,1 | → с. Добротица, 0 км, III-2042 (до 15,4 км на III-409)                    |
|                                                                                             | 67,1 | → общински път (за с. Язовец)                                             |
| (за с. Семерци) общински път ←                                                              | 73,8 |                                                                           |
| (от 155,4 км на I-3) I-4, 181,6 км →                                                        | 74,9 | → 181,6 км, I-4 (до 107,3 км на I-2)                                      |